# Белочел пчелояд
Белочелите пчелояди (Merops bullockoides) са вид птици от семейство Пчелоядови (Meropidae), разпространени в саванните области на Африка на юг от екватора. Хранят се с летящи насекоми, главно пчели, които улавят в полет. Сроден вид на разпространения в България Обикновен пчелояд.